# Umeå-Vaasa
Færgeruten Umeå–Vaasa går mellem Umeå havn i Holmsund i Sverige og Vaasa i Finland. Europavej E12 følger færgeruten, og turen tager tre til fem timer alt efter dag og tidspunkt på dagen.
Siden 2013 trafikeres ruten af Umeå og Vaasa kommuners fælles rederi, NLC Ferry, med fartøjet Wasa Express, som frem til 2012 sejlede mellem Kanarieøerne under navnet Betancuria. Det har tidligere sejlet mellem Sverige og Finland, har endog været ejet af Destination Gotland, og under navnet Tjelvar trafikeret færgeruten Oskarshamn–Visby.
Alternative måder at rejse fra Umeå til Vaasa er med bil eller bus; en 840 kilometer lang tur via Haparanda, eller med fly med via Stockholm.